# Utillaje lítico

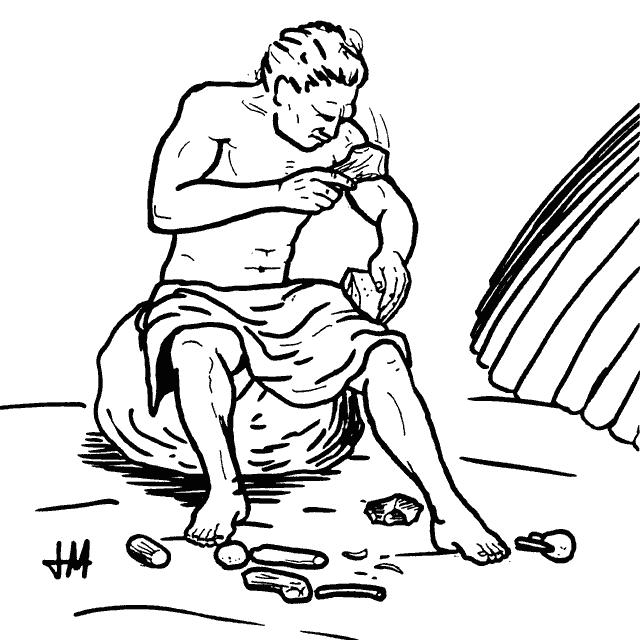
Talla directa con percutor blando.

El utillaje lítico es el análisis del instrumental lítico y óseo para estudiar las sociedades de cazadores-recolectores. Es uno de los principales elementos para dicho estudio, y emplea dos líneas de trabajo: la tecnología y la tipología. El estudio de materiales arqueológicos aborda ambas líneas, que gracias a esta manera se obtiene una información completa.
El siguiente paso que se realiza en la industria lítica, que sucede desde la obtención de la materia prima hasta el finalizado del útil, es la codificación de este útil, es decir, su estudio tipológico, que tiene por objetivo reconocer, definir y clasificar las distintas variedades de útiles de los yacimientos prehistóricos.
Existen distintas tipologías que clasifican los útiles líticos, y las más conocidas son las que utilizan criterios morfológicos como eje central. Los útiles líticos deben su conformación a su soporte y al retoque de sus filos, y este último es la operación que le dota de su morfología final. En el Paleolítico Inferior y Medio, las tipologías morfológico-descriptivas más utilizadas son las de F. Bordes, y en el Paleolítico Superior las más utilizadas son las de D. Sonneville-Bordes y J. Perrot.

## Introducción
El utillaje lítico ha proporcionado información sobre el tipo de asentamiento de las sociedades: si se encontraba al aire libre, en cuevas, en abrigos o en fosas con desechos, o si se encontraba en enterramientos o en depósitos mineros. También proporciona información sobre la morfología de los instrumentos y las actividades a la que estaban destinados.
También puede facilitar a conocer las estrategias económicas con otros asentamientos, qué peso tienen las actividades y su relación con el tipo de asentamiento, su localización geográfica y las áreas de captación de recursos que tenían a su alrededor. Por otro lado, el hecho de trabajar con útiles en las sepulturas individuales, ha facilitado conocer los materiales que eran seleccionados para dejarlos como ajuar en los enterramientos y si estaban vinculados al sexo o edad del individuo.

### De los cantos trabajados a las industrias sobre lasca
El origen de los instrumentos líticos cuya morfología ha sido alterada se debe al Homo habilis, que habitaba en el continente africano. Aunque también hay otros nódulos de piedra asociados al Australopithecus, no muestran ningún indicio de su talla, pero sí pudieron ser empleados en una función concreta.
La existencia de estos útiles conlleva el haber alcanzado un grado de desarrollo fisiológico, psíquico y social. El primer paso en la elaboración de estos útiles son el diseño mental del artefacto, es decir, una imagen previa de lo que se quiere fabricar, cómo fabricarlo, con qué materiales, etc. A consecuencia de esto, la transformación de un nódulo requiere también un desarrollo cognitivo y psicomotor. Todos estos requisitos se completaron durante el proceso evolutivo de los homínidos a la aparición del género Homo.